# Antonio Álvarez de Linera
Antonio Álvarez de Linera y Grund (Málaga, 26 de agosto de 1888-†Madrid, 28 de octubre de 1961) fue un catedrático, filósofo, publicista y periodista español.

## Biografía
Nacido en el seno de una familia de la burguesía malagueña, estudió en el colegio de San Estanislao de la Compañía de Jesús. Cursó bachillerato de Teología en el Seminario de Granada, licenciándose después en Filosofía y Letras por la Universidad de Granada y posteriormente en Derecho por la Universidad Central.
En 1913 ganó por oposición la cátedra de Filosofía en el Instituto de Enseñanza Media de Toledo e impartió clases en La Laguna, Baeza, Huesca, Sevilla, Lugo, Guadalajara, Burgos y Madrid.
Desde la década de 1910 fue un destacado articulista del diario integrista El Siglo Futuro, en el que empleó el seudónimo de «Lázaro». Su esposa, Concepción Polo y Aguilar-Tablada, fue además directora de las páginas femeninas de dicho diario durante la Segunda República. Álvarez de Linera también colaboró en la Agencia Faro, vinculada a la Comunión Tradicionalista, durante la guerra civil.
Fue catedrático del Instituto Cardenal Cisneros de Madrid y profesor de la Escuela de Estudios Penitenciarios. También fue bibliotecario del Instituto Luis Vives de Filosofía y tesorero de la Sociedad Española de Filosofía. Colaboró en numerosas entidades culturales y recibió muchos encargos ministeriales, participando además en los Congresos de la Asociación Española para el Progreso de las Ciencias.
Publicó 37 trabajos y 22 traducciones de obras filosóficas o psicológicas y colaboró intensamente en la Revista de Filosofía del CSIC, además de en otras como Pensamiento, Razón y Fe, Las Ciencias, Revista de Psicología General y Aplicada, Revista Española de Teología, Revista de Espiritualismo, Estudios Bíblicos y Anuario de Derecho Penal.
Durante el régimen de Franco, Álvarez de Linera y Grund fue consejero nacional de Educación. Fue premiado con las órdenes civiles de Alfonso XII y de Alfonso X el Sabio y fue miembro de la filial española «Pardo Bazán» de la Académie de la ballade française et des poèmes à forme fixe.

## Obras seleccionadas
- Resumen de mis explicaciones en la cátedra de rudimentos del Derecho (La Laguna, 1918)
- Transformación de los procesos psíquicos conscientes e inconscientes (Madrid, 1920)
- Ética seguida de unos elementos de Historia crítica de la ética (Madrid, 1924)
- Biblioteca de Cultura Psíquica (Madrid, 1939)
- Introducción a la filosofía (Madrid, 1940)
- Nociones de Ciencias Sociales (Barcelona, 1940)
- El Problema de la certeza en Newman (Madrid, 1946)